# Edubuntu
Edubuntu — дистрибутив Linux, основанный на дистрибутиве Ubuntu. Ориентирован на использование в образовательных учреждениях.

## Возможности
В Edubuntu входит Linux Terminal Server Project, и множество приложений, относящихся к образованию, включая GCompris, KDE Edutainment Suite, Sabayon Profile Manager, Pessulus Lockdown Editor, Edubuntu Menueditor, LibreOffice, GNOME Nanny, и iTalc. Компакт-диски Edubuntu были ранее доступны бесплатно через их службу Shipit.
Графическая оболочка в Edubuntu по умолчанию — Gnome. Проект Qimo 4 Kids работали над дистрибутивом Qimo на базе Edubuntu, но это не было сделано, поскольку оно не было бы установлено на компакт-диске.

## Цель проекта
Основная цель Edubuntu состоит в том, чтобы дать возможность преподавателю с ограниченными техническими знаниями и навыками создать компьютерную лабораторию или онлайн-среду обучения в течение часа или меньше, а затем эффективно управлять этой средой.
Основными целями проектирования Edubuntu являются централизованное управление конфигурацией, пользователями и процессами, а также возможности для совместной работы в классе. Не менее важным является объединение наилучших доступных свободных программ и цифровых материалов для образования. Согласно постановлению целей на официальном сайте Edubuntu:
Наша цель состоит в том, чтобы собрать систему, которая содержит все лучшее свободное программное обеспечение, доступное в образовании, и сделать его легким для установки и обслуживания".
Он также направлен на то, чтобы позволить средам с низким доходом максимизировать использование их доступного (более старого) оборудования.

## Версии
Первый релиз Edubuntu состоялся одновременно с релизом Ubuntu 5.10 (кодовое имя «Breezy Badger», 13 октября 2005).
С версии 8.04 Edubuntu распространяется как дополнительный диск Ubuntu Education Edition — другими словами, требуется сначала установить Ubuntu, а затем образовательные программы с этого дополнительного диска. Для установки терминал-сервера предлагается скачать альтернативный установочный диск Ubuntu и выбрать там необходимый режим установки. Диск также содержит свободное ПО для операционной системы Microsoft Windows.
С версии 14.04, Edubuntu стал выходить только по LTS-ветке.

Edubuntu объявили, что они пропустят версию 16.04 LTS, и остались на версии 14.04 из-за отсутствия пользователей.
Неожиданно стал доступен релиз Edubuntu 23.04 Beta, в котором по умолчанию используется GNOME. Состав сеансов — Ubuntu на базе X.Org и Ubuntu на базе Wayland. GNOME Classic в штатной поставке недоступен, доустанавливается через пакет расширений GNOME.
| Релиз | Кодовое имя      | Кодовое имя (по-русски) | Дата релиза     | Дата прекращения поддержки      |
| --- | ---------------- | ----------------------- | --------------- | ------------------------------- |
| 5.10 | Breezy Badger    | Бодрый барсук           | 13 октября 2005 | 13 апреля 2007                  |
| 6.06 LTS | Dapper Drake     | Сметливый селезень      | 1 июня 2006     | 14 июля 2009                    |
| 6.10 | Edgy Eft         | Торопливый тритон       | 26 октября 2006 | 25 апреля 2008                  |
| 7.04 | Feisty Fawn      | Отважный оленёнок       | 19 апреля 2007  | 19 октября 2008                 |
| 7.10 | Gutsy Gibbon     | Отважный гиббон         | 18 октября 2007 | 18 апреля 2009                  |
| 8.04 LTS | Hardy Heron      | Цепкая цапля            | 24 апреля 2008  | 12 мая 2011                     |
| 8.10 | Intrepid Ibex    | Калёный козерог         | 30 октября 2008 | 30 апреля 2010                  |
| 9.04 | Jaunty Jackalope | Задорный зайцелоп       | 23 апреля 2009  | 23 октября 2010                 |
| 9.10 | Karmic Koala     | Кармическая коала       | 29 октября 2009 | 29 апреля 2011                  |
| 10.04 LTS | Lucid Lynx       | Рассветная рысь         | 29 апреля 2010  | 9 мая 2013                      |
| 10.10 | Maverick Meerkat | Свободомыслящий сурикат | 10 октября 2010 | 10 апреля 2012                  |
| 11.04 | Natty Narwhal    | Нарядный нарвал         | 28 апреля 2011  | 28 октября 2012                 |
| 11.10 | Oneiric Ocelot   | Мечтательный оцелот     | 13 октября 2011 | 9 мая 2013                      |
| 12.04 LTS | Precise Pangolin | Педантичный панголин    | 26 апреля 2012  | апрель 2019                     |
| 12.10 | Quental Quetzal  | Квантовый кетцаль       | 18 октября 2012 | 16 мая 2014                     |
| 13.04 | Raring Ringtail  | Нетерпеливый какомицли  | 25 апреля 2013  | 27 января 2014                  |
| 13.10 | Saucy Salamander | Дерзкая саламандра      | 17 октября 2013 | 17 июля 2014                    |
| 14.04 LTS | Trusty Tahr      | Надёжный тар            | 17 апреля 2014  | 17 апреля 2019                  |
| 23.04 | Lunar Lobster    | Лунный омар             | 20 апреля 2023  | 25 января 2024                  |
| 23.10 | Mantic Minotaur  | Мантический минотавр    | 12 октября 2023 | Июль 2024                       |
| 24.04 LTS | Noble Numbat     | Благородный намбат      | 25 апреля 2024  | Апрель 2029, ESM — апрель 2034. |
| 24.10 | Oracular Oriole  | Предвещающая иволга     | 10 октября 2024 | Июль 2025                       |
| 25.04 | Plucky Puffin    | Отважный тупик          | 25 апреля 2024  | Январь 2026                     |
| Легенда:Старая версия, не поддерживаетсяСтарая поддерживаемая версияТекущая версияТестовая версияБудущая версия |                  |                         |                 |                                 |